# Карла Кволтро
Карла Кволтро (англ. Carla Qualtrough; (15 жовтня 1971 , Калгарі, Альберта )) — канадська політична та державна діячка, колишня паралімпійська плавчиня, член Ліберальної партії Канади. Чинний міністр Канади у справах зайнятості, розвитку трудових ресурсів та інклюзії осіб з обмеженими можливостями з листопада 2019. Член Палати громад з 2015 року . У минулому — міністр громадських робіт, закупівлі та доступного середовища Канади (2018—2019), міністр громадських робіт та закупівлі Канади (2017—2018), міністр спорту та осіб з обмеженими можливостями (2015—2017).

## Життєпис
Карла Кволтро народилася 15 жовтня 1971 року в Калгарі в провінції Альберта, в сім'ї Патрісії та Гаррі Кволтро. Виросла в Ленглі у провінції Британська Колумбія. З народження Карла страждає порушенням зору.
Карла вивчала політологію в Оттавському університеті, а потім, у 1997 році, здобула фах юриста у Вікторіанському університеті.
Кволтро брала участь у Паралімпійських іграх і виграла три бронзові медалі з плавання на літніх Паралімпійських іграх 1988 і 1992 років. Також в активі Кволтро чотири медалі чемпіонату світу за збірну Канади.
Після отримання диплома юриста Кволтро увійшла до керівництва Паралімпійського комітету США. Також з 2006 до 2011 року обіймала посаду президента Паралімпійського комітету Канади. У цей час вона також керувала спортивними ініціативами для 2010 року «Спадщина зараз» і очолювала Центр вирішення спортивних спорів Канади, що призвело до її обрання однією з найвпливовіших жінок Канади у спорті 2009 року .
Як юристка Кволтро насамперед займалася питаннями прав людини. Вона працювала радником у Трибуналі з прав людини Британської Колумбії та комісії з прав людини Канади, а до свого обрання до Палати громад була заступником голови Апеляційного суду з компенсацій працівникам Британської Колумбії. На знак визнання її роботи вона була нагороджена 2012 року Медаллю Діамантового ювілею королеви Єлизавети II. Під час літніх Паралімпійських ігор 2012 року, Карла Кволтро була юридичним директором Міжнародного Паралімпійського комітету (IPC), а потім здобула визнання міжнародного жіночого дня IPCS у 2016 році .
За результатами парламентських виборів 2015 року обрана членом Палати громад від Ліберальної партії Канади в окрузі Дельта. Стала першою спортсменкою-паралімпійцем, обраною до парламенту Канади. Переобрана у 2019 та 2021 роках.
4 листопада 2015 року Карла Кволтро увійшла до кабінету міністрів Джастіна Трюдо як міністр спорту та осіб з обмеженими можливостями Канади. 28 серпня 2017 року під час перестановки в кабінеті міністрів обійняла посаду міністра громадських робіт та закупівлі Канади. 18 липня 2018 року в ході перестановки в кабінеті міністрів обійняла посаду міністра громадських робіт, закупівлі та доступного середовища Канади.
20 листопада 2019 року Кволтро стала міністром у справах зайнятості, розвитку трудових ресурсів та інклюзії осіб з обмеженими можливостями.
У 2021 році Кволтро була уведена до канадської Зали слави людей з інвалідністю.

## Особисте життя
У шлюбі Карли Кволтро та її чоловіка, колишнього генерального секретаря Міжнародної федерації регбі на візках, Ерона Мейна (Eron Main) народилося четверо дітей .